# Sparganothina beckeri
Espèce
Sparganothina beckeri est une espèce de papillons de nuit de la famille des Tortricidae.

## Répartition et habitat
Sparganothina beckeri est décrite de l'État de São Paulo, au Brésil.

## Taxinomie
L'espèce Sparganothina beckeri est décrite par Bernard Landry en 2001.